# 格爾巴舍 (阿德亞曼省)

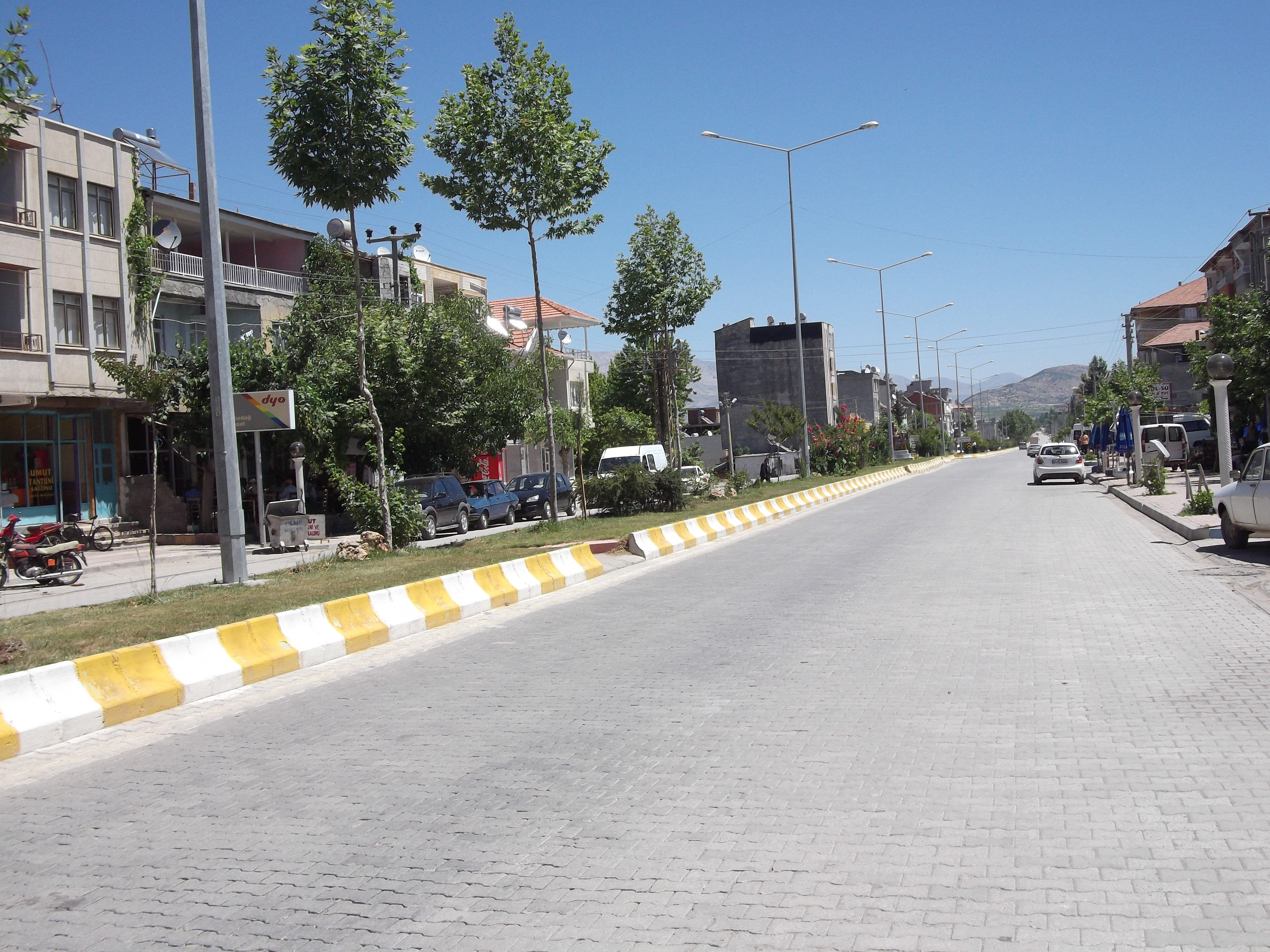
Gölbaşı

格爾巴舍是土耳其的城鎮，由阿德亞曼省負責管轄，位於該國南部，距離首府阿德亞曼55公里，面積821平方公里，海拔高度862米，2010年人口28,072。
37°47′02″N 37°38′40″E / 37.7838888889°N 37.6444444444°E